# 詹姆斯敦特設鎮區 (密歇根州)
詹姆斯敦特設鎮區（英語：Jamestown Charter Township）是位於美國密歇根州渥太華縣的一個特設鎮區。

## 地方資料
詹姆斯敦特設鎮區的面積為92.20平方千米，當中陸地面積為92.20平方千米，而水域面積為0.00平方千米。根據2020年美國人口普查的數據，當地共有人口9630人，而人口密度為每平方千米104.45人。